# Lijst van hunebedden in Brandenburg

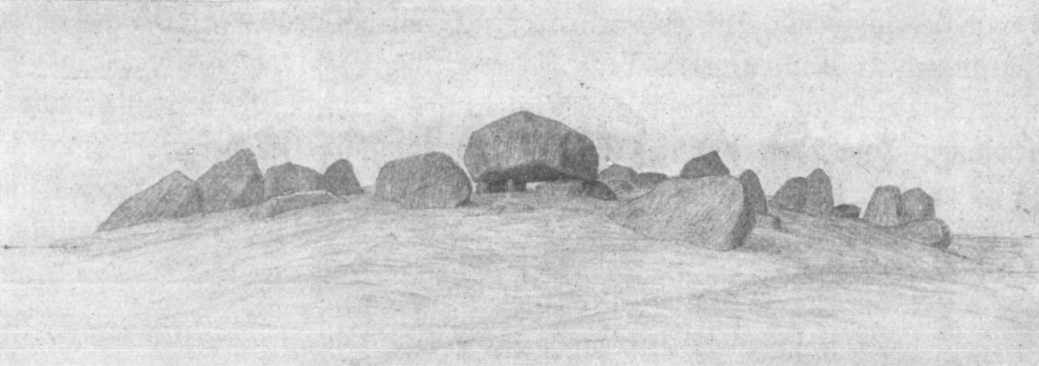
Das Hünengrab bei Mellen, Wilibald von Schulenburg, 1887

De lijst met hunebedden in Brandenburg bevat alle bekende hunebedden in de Duitse deelstaat Brandenburg.

## Lijst van graven
- Nr.: Noemt (indien aanwezig) het nummer uit Atlas der Megalithgräber Deutschlands von Ernst Sprockhoff
- Naam: Noemt de naam en alternatieve benamingen
- Plaats: Noemt de plaats
- Landkreis: BAR: Landkreis Barnim; LDS: Landkreis Dahme-Spreewald; MOL: Landkreis Märkisch-Ofland; OHV: Landkreis Oberhavel; OPR: Landkreis Ostprignitz-Ruppin; PM: Landkreis Potsdam-Mittelmark; PR: Landkreis Prignitz; TF: Landkreis Teltow-Fläming; UM: Landkreis Uckermark
- Type: Onderscheid tussen diverse graftypen
  - Urdolmen: kleine vierkante of rechthoekige grafkamer met vier draagstenen en één deksteen, met of zonder toegang.
  - Erweiterter Dolmen: rechthoekige grafkamer met minstens vier draagstenen aan de lange zijde, twee dekstenen en een toegang aan de korte zijde.
  - Großdolmen: rechthoekige grafkamer met minstens zes draagstenen aan de lange zijde, drie dekstenen en een toegang aan de korte zijde
  - Ganggrab: rechthoekige, trapeziumvormige of convexe grafkamer met ten minste drie draagsteenparen aan de lange zijde en een toegang aan de lange zijde
  - Kammerloses Hünenbett: langwerpig bouwwerk met rechthoekige of trapeziumvormige grafheuvel en met een stenen en houten ombouwing en met een steenkist of graf in plaats van een megalitische grafkamer.
  - Rampenkiste: meestal bovengronde trapeziumvormige of rechthoekige submegalitische grafkamer met toegang aan de korte zijde, vergelijkbaar met een Erweiterten Dolmen of Großdolmen (maar kleiner)

### Behouden graven
| Nr. | Naam                                             | Plaats                              | Landkreis | Type                               | Opmerkingen | Afbeelding            |
| --- | ------------------------------------------------ | ----------------------------------- | --------- | ---------------------------------- | --- | --------------------- |
|     | Großsteingrab Bagemühl 7                         | Brüssow, OT Bagemühl                | UM        | onbekend                           | |                       |
| 459 | Großsteingrab Carmzow                            | Carmzow-Wallmow, OT Carmzow         | UM        | Erweiterter Dolmen of Rampenkiste  | gedocumenteerd en noodberging in 1956                                                                             |                       |
| 458 | Großsteingrab Dedelow                            | Prenzlau, OT Dedelow                | UM        | Erweiterter Dolmen                 | |                       |
|     | Großsteingrab Ellershagen („Brotsteine“)         | Halenbeck-Rohlsdorf, OT Ellershagen | PR        | onbekend                           | Afgraving 1985 |                       |
|     | Großsteingrab Felchow 1                          | Schöneberg (Uckermark), OT Felchow  | UM        | Großsteingrab of Steinkiste        | Volgens Beier een Steinkiste, volgens Kirsch een Großsteingrab of Steinkiste                                      |                       |
| 460 | Großsteingrab Hammelstall                        | Brüssow, Gemeindeteil Hammelstall   | UM        | Erweiterter Dolmen                 | Vondsten geborgen                                                                                                 |                       |
|     | Großsteingrab Hessenhagen 1                      | Flieth-Stegelitz, OT Hessenhagen    | UM        | vermoedelijk kammerloses Hünenbett | De bouw is onvolledig                                                                                             |                       |
|     | Großsteingrab Hessenhagen 2                      | Flieth-Stegelitz, OT Hessenhagen    | UM        | vermoedelijk kammerloses Hünenbett | De bouw is onvolledig                                                                                             |                       |
| 453 | Großsteingrab Mellen                             | Lenzen (Elbe), OT Mellen            | PR        | Ganggrab                           | | Großsteingrab Mellen  |
| 464 | Großsteingrab Mürow 1                            | Angermünde, OT Mürow                | UM        | Erweiterter Dolmen                 | Afgraving in 1965                                                                                                 | Großsteingrab Mürow 1 |
| 457 | Großsteingrab Neuenfeld 1                        | Schönfeld (Uckermark), OT Neuenfeld | UM        | Urdolmen                           | |                       |
|     | Großsteingrab Neuenfeld 2                        | Schönfeld (Uckermark), OT Neuenfeld | UM        | onbekend                           | volgens Kirsch foutief als vernietigd aangeduid                                                                   |                       |
|     | Großsteingrab Neuenfeld 3                        | Schönfeld (Uckermark), OT Neuenfeld | UM        | onbekend                           | volgens Schuld, Beier en Kirsch foutief als vernietigd vermeld                                                    |                       |
|     | Großsteingrab Schmiedeberg 5                     | Angermünde, OT Schmiedeberg         | UM        | vermoedelijk erweiterter Dolmen    | |                       |
| 456 | Großsteingrab Schönfeld                          | Schönfeld (Uckermark)               | UM        | onbekend                           | |                       |
| 461 | Großsteingrab Schwaneberg 1                      | Randowtal, Wohnplatz Schwaneberg    | UM        | Erweiterter Dolmen                 | |                       |
|     | Großsteingrab Schwaneberg 6                      | Randowtal, Wohnplatz Schwaneberg    | UM        | onbekend                           | |                       |
|     | Großsteingrab Stegelitz 1                        | Flieth-Stegelitz, OT Stegelitz      | UM        | onbekend                           | |                       |
| 454 | Großsteingrab Stegelitz 2 (Großsteingrab Suckow) | Flieth-Stegelitz, OT Stegelitz      | UM        | Erweiterter Dolmen of Rampenkiste  | Afgraving 1910 |                       |
| 455 | Urdolmen von Trebenow („Hünenstein“)             | Uckerland, OT Trebenow              | UM        | Urdolmen                           | beroofd, na-afgraving in 1904                                                                                     |                       |
| 462 | Großsteingrab Wollschow 1a                       | Brüssow, OT Wollschow               | UM        | Kammerloses Hünenbett              | bevatte twee Steinkisten (Wollschow 1b und 1c, waarvan 1 behouden is), het gaat hier vermoedelijk om bijzettingen |                       |
|     | Großsteingrab Wollschow 2                        | Brüssow, OT Wollschow               | UM        | Urdolmen                           | |                       |
|     | Großsteingrab Wollschow 3                        | Brüssow, OT Wollschow               | UM        | Urdolmen                           | |                       |
|     | Großsteingrab Wollschow 4                        | Brüssow, OT Wollschow               | UM        | Urdolmen                           | |                       |
|     | Großsteingrab Wollschow 5                        | Brüssow, OT Wollschow               | UM        | Urdolmen                           | |                       |
| 463 | Großsteingrab Wollschow 23                       | Brüssow, OT Wollschow               | UM        | Erweiterter Dolmen of Rampenkiste  | |                       |
|     | Großsteingrab Wollschow 27                       | Brüssow, OT Wollschow               | UM        | vermoedelijk Urdolmen              | |                       |

### Vernietigde graven
| Nr. | Naam                                                           | Plaats                                     | Landkreis | Type                                       | Opmerkingen                                                                                | Afbeelding        |
| --- | -------------------------------------------------------------- | ------------------------------------------ | --------- | ------------------------------------------ | ------------------------------------------------------------------------------------------ | ----------------- |
|     | Großsteingrab Altranft                                         | Bad Freienwalde (Of), OT Altranft          | MOL       | onbekend (vermoedelijk Großsteingrab)      | ontdekt en vernietigd in 1935                                                              |                   |
|     | Großsteingrab Angermünde                                       | Angermünde                                 | UM        | Erweiterter Dolmen of Großdolmen           | ca. 1822 vernietigd, vondsten geborgen                                                     |                   |
|     | Großsteingräber bei Arendsee                                   | Nordwestuckermark, Gemeindeteil Arendsee   | UM        | onbekend (vermoedelijk Großsteingrab)      | waarschijnlijk meerdere graven                                                             |                   |
|     | Großsteingrab Bad Freienwalde                                  | Bad Freienwalde (Of)                       | MOL       | vermoedelijk Urdolmen                      |                                                                                            |                   |
|     | Großsteingrab Bagemühl 5                                       | Brüssow, OT Bagemühl                       | UM        | onbekend (vermoedelijk Großsteingrab)      |                                                                                            |                   |
|     | Großsteingrab Bagemühl 6                                       | Brüssow, OT Bagemühl                       | UM        | vermoedelijk Urdolmen                      |                                                                                            |                   |
|     | Großsteingrab Bagemühl 8                                       | Brüssow, OT Bagemühl                       | UM        | onbekend (vermoedelijk Großsteingrab)      |                                                                                            |                   |
|     | Großsteingräber bei Barsikow                                   | Wusterhausen/Dosse, OT Barsikow            | OPR       | onbekend (vermoedelijk Großsteingrab)      | vermoedelijk meerdere bouwwerken botresten en vondsten geborgen                            |                   |
|     | Großsteingrab Battin                                           | Brüssow, Gemeindeteil Battin               | UM        | onbekend (vermoedelijk Großsteingrab)      | botresten en vondsten geborgen                                                             |                   |
|     | Großsteingrab Blumberg 1                                       | Casekow, OT Blumberg                       | UM        | onbekend (vermoedelijk Großsteingrab)      |                                                                                            |                   |
|     | Großsteingrab Blumberg 2                                       | Casekow, OT Blumberg                       | UM        | onbekend (vermoedelijk Großsteingrab)      |                                                                                            |                   |
|     | Großsteingrab Blumberg 3                                       | Casekow, OT Blumberg                       | UM        | onbekend (vermoedelijk Großsteingrab)      |                                                                                            |                   |
|     | Großsteingrab Boberow 1                                        | Karstädt (Prignitz), OT Boberow            | PR        | onbekend                                   |                                                                                            |                   |
|     | Großsteingrab Boberow 2                                        | Karstädt (Prignitz), OT Boberow            | PR        | onbekend                                   |                                                                                            |                   |
|     | Großsteingrab Boberow 3                                        | Karstädt (Prignitz), OT Boberow            | PR        | onbekend                                   |                                                                                            |                   |
|     | Großsteingräber bei Bresch                                     | Pirow, OT Bresch                           | PR        | onbekend (vermoedelijk Großsteingrab)      | waarschijnlijk meerdere graven                                                             | vondsten geborgen |
|     | Großsteingrab Crussow („Hünkestein“, „Hünkenberg“)             | Angermünde, OT Crussow                     | UM        | onbekend (vermoedelijk Großsteingrab)      |                                                                                            |                   |
|     | Großsteingrab Dedelow 1                                        | Prenzlau, OT Dedelow                       | UM        | onbekend                                   | waarschijnlijk meerdere graven                                                             |                   |
|     | Großsteingrab Dedelow 3                                        | Prenzlau, OT Dedelow                       | UM        | onbekend                                   |                                                                                            |                   |
|     | Großsteingräber bei Eickstedt                                  | Randowtal, OT Eickstedt                    | UM        | onbekend (vermoedelijk Großsteingrab)      | waarschijnlijk meerdere graven                                                             |                   |
|     | Steingrab von Falkenhagen                                      | Falkenhagen (Mark)                         | MOL       | Großsteingrab of Steinkiste                | ca. 1867 vondsten geborgen                                                                 |                   |
|     | Großsteingrab Felchow 2                                        | Schöneberg (Uckermark), OT Felchow         | UM        | onbekend (vermoedelijk Großsteingrab)      |                                                                                            |                   |
|     | Großsteingrab Frauenhagen („Hühnerhimmel“)                     | Angermünde, OT Frauenhagen                 | UM        | onbekend                                   |                                                                                            |                   |
|     | Großsteingräber bei Gerswalde                                  | Gerswalde                                  | UM        | onbekend (vermoedelijk Großsteingrab)      | meerdere graven, onbekend aantal                                                           |                   |
|     | Großsteingrab Göritz                                           | Göritz                                     | UM        | onbekend (vermoedelijk Großsteingrab)      |                                                                                            |                   |
|     | Großsteingrab Gransee                                          | Gransee                                    | OHV       | Urdolmen of Steinkiste                     | vernietigd in 1838, vondsten geborgen                                                      |                   |
|     | Großsteingrab Greiffenberg (Großsteingrab Bruchhagen)          | Angermünde, OT Greiffenberg (Uckermark)    | UM        | onbekend                                   | Afgraving 1962                                                                             |                   |
|     | Großsteingrab Groß Kienitz                                     | Blankenfelde-Mahlow, OT Großkienitz        | TF        | vermoedelijk Großsteingrab of Steinkiste   | ca. 1920 vernietigd, later op dezelfde plek oppervlaktevondsten                            |                   |
|     | Großsteingräber bei Güstow                                     | Prenzlau, OT Güstow                        | UM        | onbekend (vermoedelijk Großsteingrab)      | waarschijnlijk meerdere graven                                                             |                   |
|     | Großsteingrab Heckelberg                                       | Heckelberg-Brunow, OT Heckelberg           | MOL       | onbekend                                   | vondsten geborgen                                                                          |                   |
|     | Großsteingräber bei Herzsprung                                 | Angermünde, OT Herzsprung                  | UM        | onbekend (vermoedelijk Großsteingrab)      | waarschijnlijk meerdere graven, vondsten geborgen                                          |                   |
|     | Großsteingrab Joachimsthal                                     | Joachimsthal (Barnim)                      | BAR       | vermoedelijk kammerloses Hünenbett         |                                                                                            |                   |
|     | Großsteingrab Klein Gottschow 1                                | Groß Pankow (Prignitz), OT Klein Gottschow | PR        | onbekend (vermoedelijk Großsteingrab)      | vernietigd ca. 1844                                                                        |                   |
|     | Großsteingrab Klein Gottschow 2                                | Groß Pankow (Prignitz), OT Klein Gottschow | PR        | onbekend (vermoedelijk Großsteingrab)      | vernietigd ca. 1844                                                                        |                   |
|     | Großsteingrab Klein Ziethen                                    | Ziethen (Barnim), OT Klein Ziethen         | BAR       | onbekend                                   | ontdekt en vernietigd 1985/86; botresten geborgen                                          |                   |
|     | Großsteingrab Klockow                                          | Schönfeld (Uckermark), OT Klockow          | UM        | onbekend (vermoedelijk Großsteingrab)      | misschien identiek met een graf in Schönfeld, OT Neuenfeld; waarschijnlijk meerdere graven |                   |
|     | Großsteingrab Lichterfelde („Moses Grab“)                      | Schorfheide, OT Lichterfelde (Barnim)      | BAR       | onbekend (vermoedelijk Großsteingrab)      | In 1925/26 werd de deksteen voor het Kriegerdenkmal gebruikt                               |                   |
|     | Großsteingrab Melzow 3                                         | Oberuckersee, Wohnplatz Melzow             | UM        | Urdolmen of Steinkiste                     |                                                                                            |                   |
|     | Großsteingrab Melzow 4                                         | Oberuckersee, Wohnplatz Melzow             | UM        | Urdolmen of Steinkiste                     |                                                                                            |                   |
|     | Großsteingrab Melzow 14                                        | Oberuckersee, Wohnplatz Melzow             | UM        | vermoedelijk Urdolmen                      |                                                                                            |                   |
|     | Großsteingrab Mürow 2                                          | Angermünde, OT Mürow                       | UM        | onbekend                                   |                                                                                            |                   |
|     | Großsteingrab Neuendorf                                        | Ofberg, Wohnplatz Neuendorf                | BAR       | onbekend (vermoedelijk Großsteingrab)      | stond in verbinding met een menhir                                                         |                   |
|     | Großsteingräber bei Neuenfeld                                  | Schönfeld (Uckermark), OT Neuenfeld        | UM        | onbekend                                   | ten noorden nog vier vernietigde graven                                                    |                   |
|     | Großsteingräber bei Neuhausen                                  | Berge (Prignitz), OT Neuhausen             | PR        | onbekend (vermoedelijk Großsteingrab)      | vermoedelijk meerdere vernietigde graven, vondsten geborgen                                |                   |
|     | Großsteingrab Niederfinow                                      | Niederfinow                                | BAR       | onbekend (vermoedelijk Großsteingrab)      |                                                                                            |                   |
|     | Großsteingrab Passow                                           | Passow (Uckermark)                         | UM        | onbekend                                   | in de buurt is een labrys gevonden                                                         |                   |
|     | Großsteingrab Pehlitz 1                                        | Chorin, OT Pehlitz                         | BAR       | onbekend                                   |                                                                                            |                   |
|     | Großsteingrab Pehlitz 2                                        | Chorin, OT Pehlitz                         | BAR       | onbekend                                   |                                                                                            |                   |
|     | Großsteingrab Pehlitz 3                                        | Chorin, OT Pehlitz                         | BAR       | onbekend                                   |                                                                                            |                   |
|     | Großsteingrab Pehlitz 4                                        | Chorin, OT Pehlitz                         | BAR       | onbekend                                   |                                                                                            |                   |
|     | Großsteingrab Pehlitz 5                                        | Chorin, OT Pehlitz                         | BAR       | onbekend                                   |                                                                                            |                   |
|     | Großsteingrab Pehlitz 6                                        | Chorin, OT Pehlitz                         | BAR       | onbekend                                   |                                                                                            |                   |
|     | Großsteingrab Pehlitz 7                                        | Chorin, OT Pehlitz                         | BAR       | onbekend                                   |                                                                                            |                   |
|     | Großsteingrab Pehlitz 8                                        | Chorin, OT Pehlitz                         | BAR       | onbekend                                   |                                                                                            |                   |
|     | Großsteingrab Pehlitz 9                                        | Chorin, OT Pehlitz                         | BAR       | onbekend                                   |                                                                                            |                   |
|     | Großsteingrab Pehlitz 10                                       | Chorin, OT Pehlitz                         | BAR       | onbekend                                   |                                                                                            |                   |
|     | Großsteingrab Pehlitz 11                                       | Chorin, OT Pehlitz                         | BAR       | onbekend                                   |                                                                                            |                   |
|     | Großsteingrab Pehlitz 12                                       | Chorin, OT Pehlitz                         | BAR       | onbekend                                   |                                                                                            |                   |
|     | Großsteingräber bei Pinnow                                     | Pinnow (Uckermark)                         | UM        | onbekend                                   | meerdere graven, misschien op verschillende plekken                                        |                   |
|     | Großsteingrab Potzlow                                          | Oberuckersee, OT Potzlow                   | UM        | onbekend                                   |                                                                                            |                   |
|     | Großsteingräber bei Prenzlau                                   | Prenzlau                                   | UM        | onbekend (vermoedelijk Großsteingrab)      | waarschijnlijk meerdere graven                                                             |                   |
|     | Großsteingrab Pröttlin (1)                                     | Karstädt (Prignitz), OT Pröttlin           | PR        | onbekend                                   |                                                                                            |                   |
|     | Großsteingrab Pröttlin (2)                                     | Karstädt (Prignitz), OT Pröttlin           | PR        | onbekend (vermoedelijk Großsteingrab)      |                                                                                            |                   |
|     | Großsteingrab Schapow 1                                        | Nordwestuckermark, OT Schapow              | UM        | vermoedelijk Urdolmen                      |                                                                                            |                   |
|     | Großsteingrab Schapow 2                                        | Nordwestuckermark, OT Schapow              | UM        | Urdolmen of Steinkiste                     | vermoedelijk een complex met vernietigd Monolithgrab (Schapow 3)                           |                   |
|     | Großsteingräber bei Schmargendorf                              | Angermünde, OT Schmargendorf (Uckermark)   | UM        | onbekend (vermoedelijk Großsteingrab)      | waarschijnlijk meerdere graven                                                             |                   |
|     | Großsteingrab Schmiedeberg 6                                   | Angermünde, OT Schmiedeberg                | UM        | Urdolmen of Steinkiste                     |                                                                                            |                   |
|     | Großsteingrab Schmiedeberg 7                                   | Angermünde, OT Schmiedeberg                | UM        | Urdolmen of Steinkiste                     |                                                                                            |                   |
|     | Großsteingrab Schmiedeberg 8                                   | Angermünde, OT Schmiedeberg                | UM        | Urdolmen of Steinkiste                     |                                                                                            |                   |
|     | Großsteingrab Schmiedeberg 9                                   | Angermünde, OT Schmiedeberg                | UM        | Urdolmen of Steinkiste                     |                                                                                            |                   |
|     | Großsteingrab Schmiedeberg 10                                  | Angermünde, OT Schmiedeberg                | UM        | Urdolmen of Steinkiste                     |                                                                                            |                   |
|     | Großsteingrab Schmiedeberg 11                                  | Angermünde, OT Schmiedeberg                | UM        | Urdolmen of Steinkiste                     |                                                                                            |                   |
|     | Großsteingrab Schmiedeberg 12                                  | Angermünde, OT Schmiedeberg                | UM        | Urdolmen of Steinkiste                     |                                                                                            |                   |
|     | Großsteingrab Schmiedeberg 13                                  | Angermünde, OT Schmiedeberg                | UM        | Urdolmen of Steinkiste                     |                                                                                            |                   |
|     | Großsteingrab Schmiedeberg 14                                  | Angermünde, OT Schmiedeberg                | UM        | Urdolmen of Steinkiste                     |                                                                                            |                   |
|     | Großsteingrab Schmiedeberg 15                                  | Angermünde, OT Schmiedeberg                | UM        | Urdolmen of Steinkiste                     |                                                                                            |                   |
|     | Großsteingrab Schmiedeberg 16                                  | Angermünde, OT Schmiedeberg                | UM        | Urdolmen of Steinkiste                     |                                                                                            |                   |
|     | Großsteingrab Schmiedeberg 17                                  | Angermünde, OT Schmiedeberg                | UM        | Urdolmen of Steinkiste                     |                                                                                            |                   |
|     | Großsteingräber bei Schöneberg                                 | Schöneberg (Uckermark)                     | UM        | onbekend (vermoedelijk Großsteingrab)      | waarschijnlijk meerdere graven                                                             |                   |
|     | Großsteingrab Schönermark                                      | Mark Landin, OT Schönermark                | UM        | onbekend (vermoedelijk Großsteingrab)      |                                                                                            |                   |
|     | Großsteingrab Schulzendorf                                     | Sonnenberg (Brandenburg), OT Schulzendorf  | OHV       | vermoedelijk Großsteingrab of Menhiranlage |                                                                                            |                   |
|     | Großsteingrab Schwaneberg 2                                    | Randowtal, Wohnplatz Schwaneberg           | UM        | onbekend (vermoedelijk Großsteingrab)      |                                                                                            |                   |
|     | Großsteingrab Schwaneberg 3                                    | Randowtal, Wohnplatz Schwaneberg           | UM        | onbekend (vermoedelijk Großsteingrab)      |                                                                                            |                   |
|     | Großsteingrab Schwaneberg 4                                    | Randowtal, Wohnplatz Schwaneberg           | UM        | onbekend (vermoedelijk Großsteingrab)      |                                                                                            |                   |
|     | Großsteingrab Schwaneberg 5                                    | Randowtal, Wohnplatz Schwaneberg           | UM        | onbekend (vermoedelijk Großsteingrab)      |                                                                                            |                   |
|     | Großsteingrab Seehausen                                        | Oberuckersee, OT Seehausen                 | UM        | vermoedelijk Urdolmen                      |                                                                                            |                   |
|     | Großsteingräber bei Stahnsdorf                                 | Stahnsdorf                                 | PM        | onbekend (vermoedelijk Großsteingrab)      | misschien meerdere graven                                                                  |                   |
|     | Großsteingräber bei Stendell                                   | Schwedt/Of, OT Stendell                    | UM        | onbekend (vermoedelijk Großsteingrab)      | waarschijnlijk meerdere graven                                                             |                   |
|     | Großsteingrab Stolzenhagen (Of)                                | Lunow-Stolzenhagen, OT Stolzenhagen (Of)   | BAR       | vermoedelijk erweiterter Dolmen            |                                                                                            |                   |
|     | Großsteingrab Stolzenhagen (Wandlitz) (Großsteingrab Wandlitz) | Wandlitz, OT Stolzenhagen                  | BAR       | onbekend (vermoedelijk Großsteingrab)      | vondsten geborgen                                                                          |                   |
|     | Großsteingrab Stramehl                                         | Brüssow, Gemeindeteil Stramehl             | UM        | onbekend                                   |                                                                                            |                   |
|     | Großsteingrab Trebenow 2                                       | Uckerland, OT Trebenow                     | UM        | onbekend (vermoedelijk Großsteingrab)      |                                                                                            |                   |
|     | Großsteingräber bei Vierraden                                  | Schwedt/Of, OT Vierraden                   | UM        | onbekend (vermoedelijk Großsteingrab)      | waarschijnlijk meerdere graven                                                             |                   |
|     | Großsteingräber bei Wallmow                                    | Carmzow-Wallmow, OT Wallmow                | UM        | onbekend (vermoedelijk Großsteingrab)      | tot wel drie graven, in de buurt oppervlaktevondsten                                       |                   |
|     | Großsteingräber bei Waltersdorf                                | Schönefeld, OT Waltersdorf                 | LDS       | onbekend (vermoedelijk Großsteingrab)      | waarschijnlijk meerdere graven                                                             |                   |
| 575 | Großsteingrab Wartin                                           | Casekow, OT Wartin                         | UM        | kammerloses Hünenbett                      | bevatte een Ganggrabkiste                                                                  |                   |
|     | Großsteingrab Welsow                                           | Angermünde, OT Welsow                      | UM        | onbekend (vermoedelijk Großsteingrab)      | waarschijnlijk meerdere graven                                                             |                   |
|     | Großsteingrab Werder                                           | Lindendorf, OT Sachsendorf-Werder          | MOL       | onbekend (vermoedelijk Großsteingrab)      |                                                                                            |                   |
|     | Großsteingrab Wilmersdorf 1                                    | Angermünde, OT Wilmersdorf                 | UM        | onbekend (vermoedelijk Großsteingrab)      | waarschijnlijk meerdere graven                                                             |                   |
|     | Großsteingrab Wilmersdorf 2                                    | Angermünde, OT Wilmersdorf                 | UM        | onbekend (vermoedelijk Großsteingrab)      |                                                                                            |                   |
|     | Großsteingrab Wollschow 6                                      | Brüssow, OT Wollschow                      | UM        | vermoedelijk Urdolmen                      |                                                                                            |                   |
|     | Großsteingrab Wollschow 7                                      | Brüssow, OT Wollschow                      | UM        | Urdolmen of Steinkiste                     |                                                                                            |                   |
|     | Großsteingrab Wollschow 7a                                     | Brüssow, OT Wollschow                      | UM        | onbekend (vermoedelijk Großsteingrab)      |                                                                                            |                   |
|     | Großsteingrab Wollschow 9                                      | Brüssow, OT Wollschow                      | UM        | onbekend (vermoedelijk Großsteingrab)      |                                                                                            |                   |
|     | Großsteingrab Wollschow 10                                     | Brüssow, OT Wollschow                      | UM        | Urdolmen of Steinkiste                     |                                                                                            |                   |
|     | Großsteingrab Wollschow 13                                     | Brüssow, OT Wollschow                      | UM        | onbekend (vermoedelijk Großsteingrab)      |                                                                                            |                   |
|     | Großsteingrab Wollschow 15                                     | Brüssow, OT Wollschow                      | UM        | onbekend (vermoedelijk Großsteingrab)      |                                                                                            |                   |
|     | Großsteingrab Wollschow 16                                     | Brüssow, OT Wollschow                      | UM        | Urdolmen of Steinkiste                     |                                                                                            |                   |
|     | Großsteingrab Wollschow 18                                     | Brüssow, OT Wollschow                      | UM        | Urdolmen of Steinkiste                     |                                                                                            |                   |
|     | Großsteingrab Wollschow 18a                                    | Brüssow, OT Wollschow                      | UM        | Urdolmen of Steinkiste                     |                                                                                            |                   |
|     | Großsteingrab Wollschow 20                                     | Brüssow, OT Wollschow                      | UM        | onbekend (vermoedelijk Großsteingrab)      |                                                                                            |                   |
|     | Großsteingrab Wollschow 24                                     | Brüssow, OT Wollschow                      | UM        | vermutlich Urdolmen                        |                                                                                            |                   |
|     | Großsteingrab Wollschow 24a                                    | Brüssow, OT Wollschow                      | UM        | onbekend (vermoedelijk Großsteingrab)      |                                                                                            |                   |
|     | Großsteingrab Wollschow 25                                     | Brüssow, OT Wollschow                      | UM        | onbekend                                   |                                                                                            |                   |
|     | Großsteingrab Wollschow 26                                     | Brüssow, OT Wollschow                      | UM        | onbekend (vermoedelijk Großsteingrab)      |                                                                                            |                   |
|     | Großsteingrab Wollschow 29                                     | Brüssow, OT Wollschow                      | UM        | onbekend                                   |                                                                                            |                   |
|     | Großsteingrab Wollschow 29a                                    | Brüssow, OT Wollschow                      | UM        | onbekend (vermoedelijk Großsteingrab)      |                                                                                            |                   |
|     | Großsteingrab Wollschow 33                                     | Brüssow, OT Wollschow                      | UM        | onbekend (vermoedelijk Großsteingrab)      |                                                                                            |                   |
|     | Großsteingrab Wollschow 35                                     | Brüssow, OT Wollschow                      | UM        | onbekend                                   |                                                                                            |                   |
|     | Großsteingrab Wollschow 36                                     | Brüssow, OT Wollschow                      | UM        | onbekend                                   |                                                                                            |                   |
|     | Großsteingrab Wollschow 36c                                    | Brüssow, OT Wollschow                      | UM        | onbekend                                   |                                                                                            |                   |
|     | Großsteingrab Wollschow 37                                     | Brüssow, OT Wollschow                      | UM        | onbekend (vermoedelijk Großsteingrab)      |                                                                                            |                   |
|     | Großsteingrab Wollschow 42                                     | Brüssow, OT Wollschow                      | UM        | Urdolmen of Steinkiste                     |                                                                                            |                   |
|     | Großsteingrab Wollschow 44                                     | Brüssow, OT Wollschow                      | UM        | onbekend                                   |                                                                                            |                   |
|     | Großsteingrab Wollschow 45                                     | Brüssow, OT Wollschow                      | UM        | onbekend (vermoedelijk Großsteingrab)      |                                                                                            |                   |
|     | Großsteingrab Wollschow 46                                     | Brüssow, OT Wollschow                      | UM        | onbekend (vermoedelijk Großsteingrab)      |                                                                                            |                   |
|     | Großsteingräber bei Zichow                                     | Zichow                                     | UM        | onbekend (vermoedelijk Großsteingrab)      | waarschijnlijk meerdere graven, vondsten geborgen en in de buurt oppervlaktevondsten       |                   |